# ذوب

ذوب یک تکه یخ درون یک لیوان

ذوب یا گُدازِش (به انگلیسی: Melting) در فیزیک به فرایند تبدیل جامد به مایع در اثر گرما می‌گویند. بسیاری از جامدها در دمای معینی به مایع تبدیل می‌شوند این دما را دمای ذوب یا نقطه ذوب می‌گویند. برای نمونه یخ در دمای بالای صفر درجه سلسیوس ذوب می‌شود. حالت قرینه ذوب، انجماد است که تغییر حالت مایع به جامد را شامل می‌شود.

## نقطهٔ گداز
نقطهٔ ذوب یک ماده یکی از ویژگی‌های یک ماده می‌باشد. معمولاً نقطهٔ ذوب یک ماده برابر با نقطهٔ انجماد آن ماده می‌باشد ولی گاهی، در شرایطی خاص دمای ماده می‌تواند بیشتر یا کمتر شود بدون اینکه تغییر فازی رخ دهد. آب بر روی شیشهٔ بسیار تمیز غالباً به چندین درجه زیر نقطهٔ انجماد می‌رسد بدون اینکه منجمد گردد.

## ثابت ماندن درجهٔ حرارت
در هنگامی که یک ماده از حالت جامد به حالت مایع تغییر فاز می‌دهد، در هنگامی که ماده در حال تغییر فاز است دمای ماده تغییری نمی‌کند.

## ترمودینامیک ذوب
از لحاظ ترمودینامیکی، تغییر در انرژی آزاد گیبس ({\displaystyle \Delta G}) برابر صفر است ولی آنتالپی ({\displaystyle H}) و انتروپی ({\displaystyle S}) ماده در حال افزایش است. ({\displaystyle \Delta H,\Delta S>0}) ذوب هنگامی رخ می‌دهد که انرژی آزاد گیبس مایع کمتر از جامد آن ماده می‌شود. درجهٔ حرارتی که این اتفاق در آن می‌افتد بستگی به فشار محیط دارد. این روابط را به صورت زیر می‌توان نشان داد:
{\displaystyle \Delta S={\frac {\Delta H}{T}}}
"{\displaystyle T}","{\displaystyle \Delta S}"، و "{\displaystyle \Delta H}" در رابطه فوق، نقطهٔ ذوب، آنتروپی جوشی و گرمای هم‌جوشی می‌باشد.

## جدول
| بهاز   | جامد   | مایع  | گاز      | پلاسما |
| ------ | ------ | ----- | -------- | ------ |
| جامد   |        | ذوب   | تصعید    |        |
| مایع   | انجماد |       | تبخیر    |        |
| گاز    | چگالش  | میعان |          | یونش   |
| پلاسما |        |       | بازترکیب |        |